# Kalaphorura vannieri
Kalaphorura vannieri is een springstaartensoort uit de familie van de Onychiuridae. De wetenschappelijke naam van de soort is voor het eerst geldig gepubliceerd in 1968 door Massoud.